# مدال فرانکلین

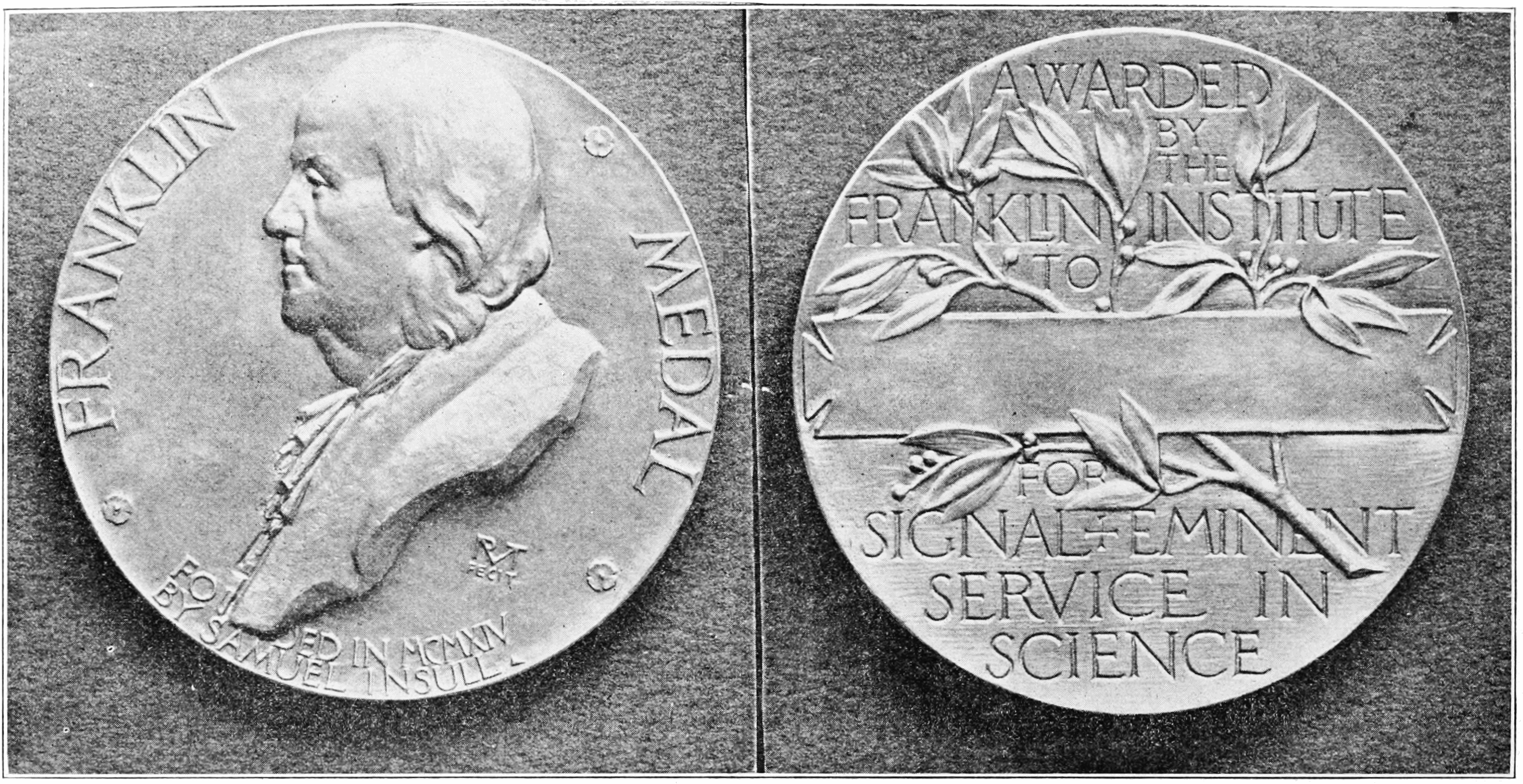

مدال فرانکلین (به انگلیسی: Franklin Medal) جایزه‌ای علمی و مهندسی که توسط موسسه فرانکلین در فیلادلفیا، در ایالات متحده آمریکا اهدا می‌شود از سال ۱۹۹۸ این جایزه به نشان بنجامین فرانکلین تغییر نام داد
برای فهرست برندگان از سال ۱۹۹۷ به بعد به بخش نشان بنجامین فرانکلین رجوع شود

## برندگان
- توماس آلوا ادیسون (۱۹۱۵)
- هایک کامرلینگ اونس (۱۹۱۵)
- تئودور ویلیام ریچاردز (۱۹۱۶)
- هندریک لورنتز (۱۹۱۷)
- گولیلمو مارکونی (۱۹۱۸)
- توماس کوروین مندنهال (۱۹۱۸)
- جیمز دیوئر (۱۹۱۹)
- چارلز الگرنون پارسونز (۱۹۲۰)
- سوانت آرنیوس (۱۹۲۰)
- شارل فابری (۱۹۲۱)
- جوزف جان تامسون (۱۹۲۲)
- آلبرت آبراهام مایکلسون (۱۹۲۳)
- ارنست رادرفورد (۱۹۲۴)
- ادوارد وستون (۱۹۲۴)
- پیتر زیمان (۱۹۲۵)
- نیلز بور (۱۹۲۶)
- ماکس پلانک (۱۹۲۷)
- والتر نرنست (۱۹۲۸)
- امیل برلینر (۱۹۲۹)
- چارلز تامسون ریس ویلسون (۱۹۲۹)
- ویلیام هنری براگ (۱۹۳۰)
- جیمز هاپوود جینز (۱۹۳۱)
- فیلیپ لنارت (۱۹۳۲)
- پل ساباتیه (۱۹۳۳)
- ارویل رایت (۱۹۳۳)
- ایروینگ لانگمویر (۱۹۳۴)
- هنری نوریس راسل (۱۹۳۴)
- آلبرت اینشتین (۱۹۳۵)
- جان آمبروز فلمینگ (۱۹۳۵)
- فرانک بی جیوت (۱۹۳۶)
- پیتر دبای (۱۹۳۷)
- رابرت میلیکان (۱۹۳۷)
- ادوین هابل (۱۹۳۹)
- لئوهندریک باکلند (۱۹۴۰)
- آرتور هالی کامپتون (۱۹۴۰)
- ادوین هاوارد آرمسترانگ (۱۹۴۱)
- سی وی رامان (۱۹۴۱)
- جیمز برایانت کونتانت (۱۹۴۳)
- جی. دبلیو پیرس (۱۹۴۳)
- هارولد یوری (۱۹۴۳)
- ویلیام دی کولیج (۱۹۴۴)
- پیوتر کاپیتسا (۱۹۴۴)
- هارلو شپلی (۱۹۴۵)
- انریکو فرمی (۱۹۴۷)
- رابرت رابینسون (۱۹۴۷)
- وندل مردیت استنلی (۱۹۴۸)
- تئودوره فون کارمن (۱۹۴۸)
- تئودور سودبرگ (۱۹۴۹)
- یوجین ویگنر (۱۹۵۰)
- ولفگانگ پائولی (۱۹۵۲)
- کنت میس
- آرنه تیسلیوس (۱۹۵۵)
- فرانک وایتل (۱۹۵۶)
- دونالد ویلس داگلاس (۱۹۵۸)
- دونالد ویلس داگلاس (۱۹۵۸)
- هانس بته (۱۹۵۹)
- راجر آدامز (۱۹۶۰)
- جی آی تیلور (۱۹۶۲)
- مارشال وارن نایرنبرگ (۱۹۶۸)
- جان ویلر (۱۹۶۹)
- ولفگانگ کی اچ پانوفسکی (۱۹۷۰)
- هانس اولوف گوستا آلفون (۱۹۷۱)
- جرج کیستیاکویکی (۱۹۷۲)
- Theodosius Dobzhansky (۱۹۷۳)
- نیکولای بوگولیوبوف (۱۹۷۴)
- جان باردین (۱۹۷۵)
- Mahlon Hoagland (۱۹۷۶)
- Cyril M. Harris (۱۹۷۷)
- الیاس کوری (۱۹۷۸)
- Avram Goldstein (۱۹۸۰)
- جی. اولین هاچینسون (۱۹۷۹)
- لیمان اسپیتزر (۱۹۸۰)
- استیون هاوکینگ (۱۹۸۱)
- سزار میلستین (۱۹۸۲)
- کنت ویلسن (۱۹۸۲)
- Verner E. Suomi (۱۹۸۴)
- George C. Pimentel (۱۹۸۵)
- بنوا مندلبرو (۱۹۸۶)
- استنلی کوهن (بیوشیمیست) (۱۹۸۷)
- دانلد کنوت (۱۹۸۸)
- فردریک رینز (۱۹۹۲)
- هیو هاکسلی (۱۹۹۰)
- David Turnbull (۱۹۹۰)
- خرارد توفت (۱۹۹۵)
- ریچارد اسمالی (۱۹۹۶)
- ماریو کاپکی (۱۹۹۷)
- نادر انقطاع (۲۰۲۳)